# Calle de Velázquez
La calle de Velázquez es una vía madrileña que nació como bulevar central del barrio de Salamanca a mediados del siglo XIX. Discurre en sentido sur a norte desde la calle de Alcalá, frente al parque del Retiro, hasta la avenida del Doctor Arce. Fue bautizada así en honor de Diego Velázquez, pintor barroco, considerado uno de los máximos exponentes de la pintura española y maestro de la pintura universal. Está conceptuada como una de las vías más aristocráticas del distrito de Salamanca, en la capital de España.

## Historia
En su origen, antes de la urbanización del terreno por el impulsor del barrio, el político y hombre de negocios José de Salamanca y Mayol (que llegó a poseer, en sus mejores momentos, la mayor fortuna de España), en su lado occidental, entre las calles de Villanueva y de Goya, estuvieron instalados los Campos Elíseos, uno de los más ambiciosos y estériles jardines de recreo de Madrid del siglo XIX. Precisamente, en la esquina que luego formarían esta calle dedicada a Velázquez y la de Goya, se emplazaba la modesta plaza de toros, que no sería demolida hasta 1881.
Antes de abrirse la calle, la 'tapaba' el parador y horno de San José, donde según relatan los diarios de la época entró una mañana el elefante Pizarro, que se había escapado de la vecina Casa de Fieras, y «se zampó todos los panecillos recién horneados", dejando a toda la vecindad con un palmo de narices».
Cerca también de su intersección con la calle de Goya, se instalaron unos baños árabes, en aquel momento el balneario más lujoso de Madrid. Y llegando ya al cruce con la que fuera calle de Lista, permanecieron en pie durante mucho tiempo las tapias de la quinta de Finat, que luego pasaría a ser patrimonio del barón del castillo de Chirel. En esa encrucijada se construyeron en el umbral del siglo XX las nuevas iglesia y residencia de una de las comunidades de monjas más antiguas de Madrid, la de la Concepción Jerónima, fundada por Beatriz Galindo, y trasladada la congregación desde el convento de la Latina. La calle contaba con un bulevar arbolado y puestos de horchata que tras la construcción del túnel de la calle de Alcalá fueron suprimido.
En 1957 se trasladó a un edificio de esta calle, el Instituto Cajal, centro de investigación español especializado en neurobiología, compartiendo el espacio con el Centro de Investigaciones Biológicas; y allí permanecerían ambos hasta 1989, cuando pasaron a ocupar un nuevo edificio en la avenida del Doctor Arce, hasta donde también se había prolongado la calle de Velázquez, que fue creciendo en longitud y menguando en vegetación a medida que avanzaba el siglo XX.

## Vecinos ilustres
Ya en los primeros años del siglo XX, tuvo como fastuoso vecino al sultán emperador de Marruecos, Muley Hafid.
Otro singular personaje fue Ramón Gómez de la Serna, casi mítico habitante del Torreón de Velázquez, que antes de él ocupó otro Ramón, el escultor Acín Aquilué. En aquel torreón que más tarde pasó a ser parte del Hotel Wellington, se reunían artistas y literatos, germen de la tertulia del Pombo. Los que lo visitaron han dejado testimonio de verlo poblado por mil cachivaches, un "estampario" de fotos y recortes de periódicos, y un maniquí de cera con forma de mujer, que Ramón adornaba y vestía siguiendo una liturgia casi enfermiza. También vivió en la calle el sacerdote y escritor ovetense José Luis Martín Vigil.
En el número 89 vivió el político José Calvo Sotelo, ministro durante la dictadura de Primo de Rivera y líder de los monárquicos durante la Segunda República española. En la madrugada del 13 de julio de 1936, cuatro días antes de que comenzara la guerra civil española, fue sacado de su casa por un grupo de guardias de Asalto y de milicianos socialistas, uno de los cuales le descerrajó dos tiros en la nuca, muriendo en el acto.
También vivió en esta calle el diplomático español Ángel Sanz Briz que salvó la vida de unos cinco mil judíos húngaros durante el Holocausto.

## Edificios notables

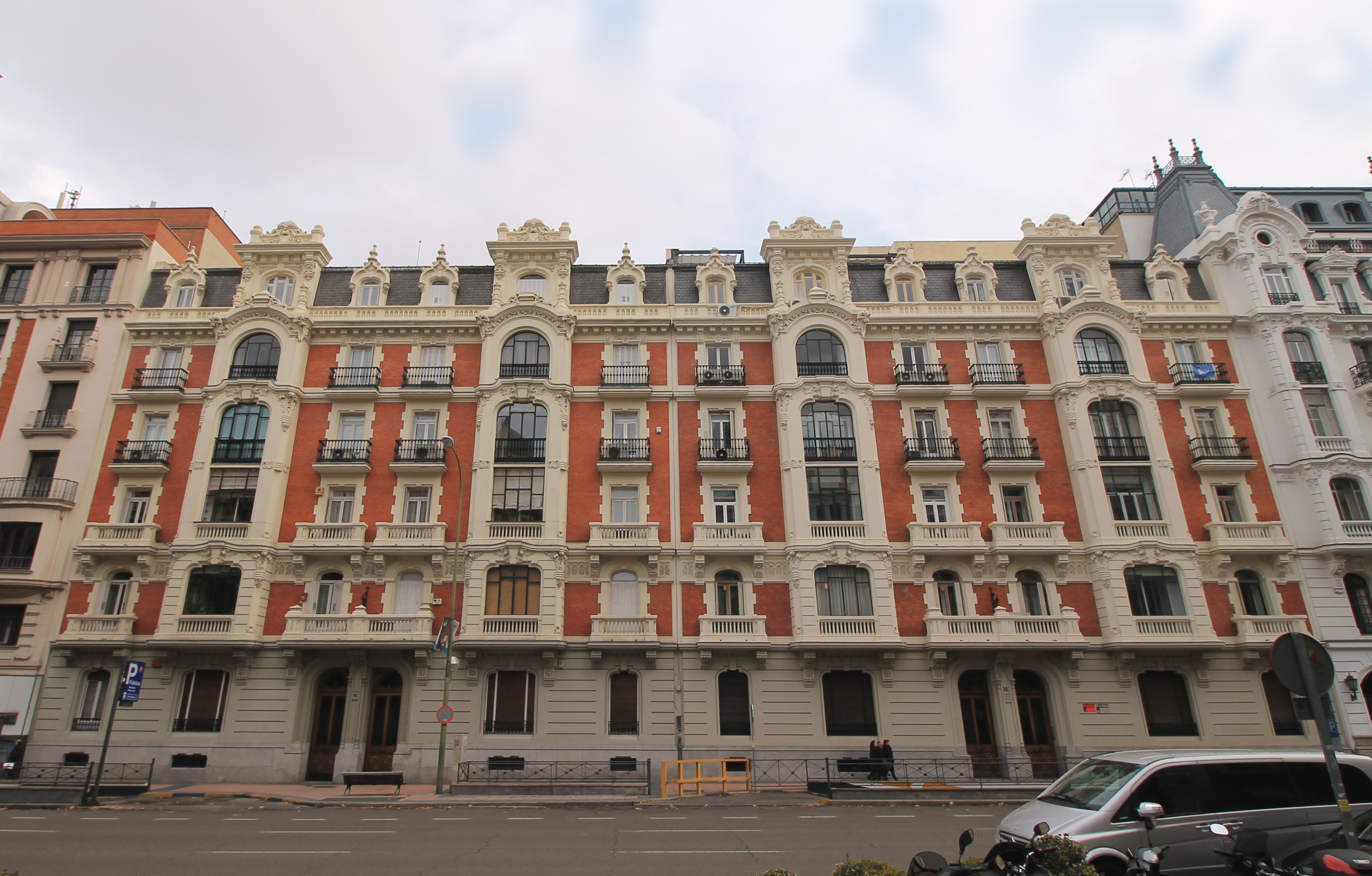
El edificio Mathet, en el 14-16, proyectado en 1912 y construido entre 1913 y 1916.

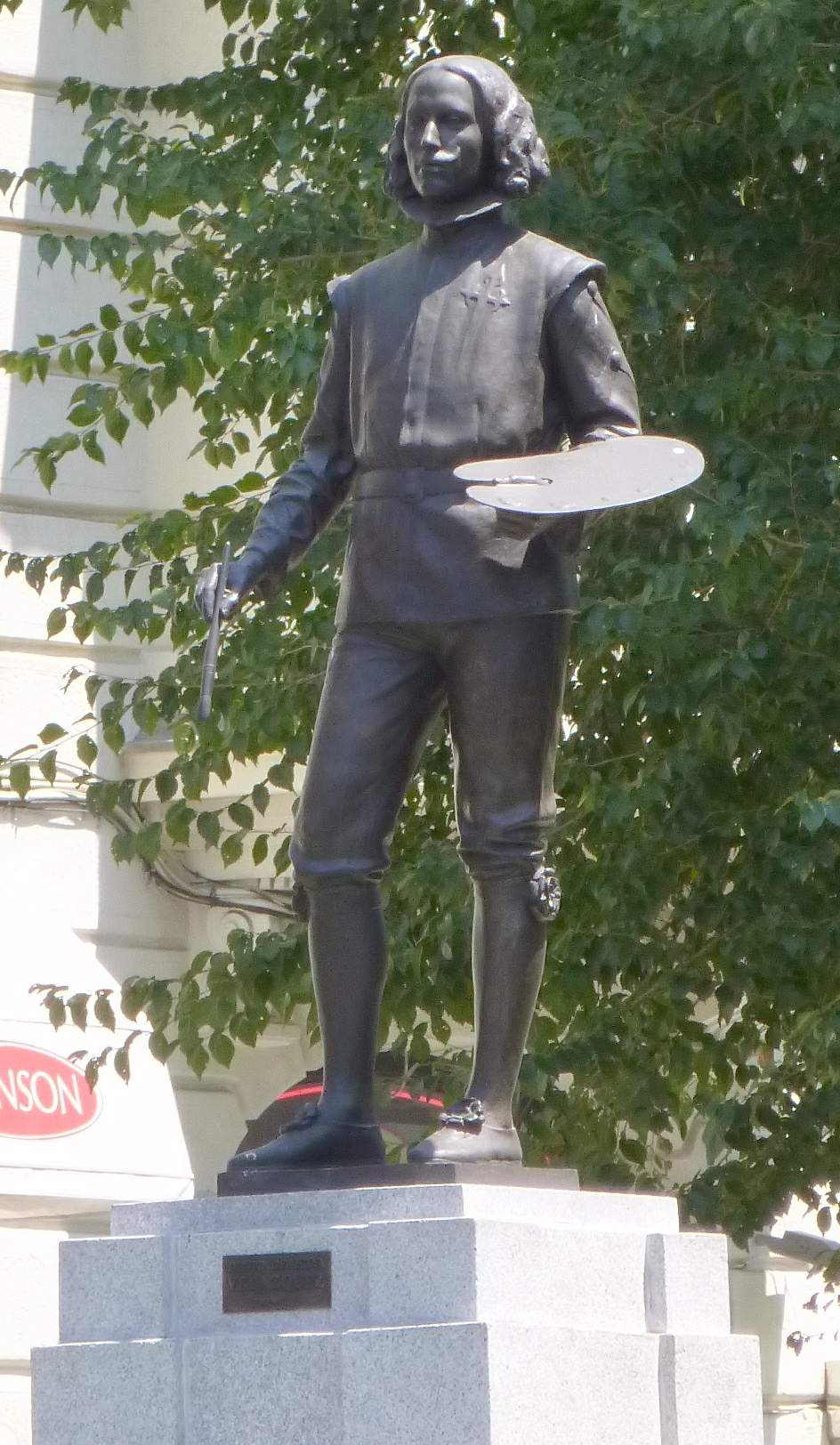
Monumento a Velázquez, en el bulevar central de Núñez de Balboa, en su intersección con la calle Velázquez.

Además de algunos edificios de esta calle susceptibles de ser calificados bienes de interés cultural en la ciudad de Madrid, sobresalen asimismo:
- El Hotel Wellington, en el n.o 8, fue proyectado en 1948 por Luis Blanco Soler y construido entre 1948 y 1952.
- El edificio de viviendas de J.J. Nemesio Camino, en el n.o 10, proyectado en 1927 por Manuel Sainz de Vicuña Camino y construido de 1928 a 1930.
- El edificio Manuela Rodríguez-Arias, en los n.o 12, 14 y 16, proyectado en 1912 por Jerónimo Mathet y construido entre 1913 y 1916.
- La casa-palacio para el Marqués de Frómista, en el n.o 21, proyectada en 1904 por José Espelius y construida entre 1904 y 1907.
- La antigua casa-palacio de Julio Castanedo, construida de 1906 a 1908 en el número 63, también llamada Cuatrecasas Abogados (desde 2001) y Velázquez 63,  proyectado en 1905 por Tomás Gómez-Acebo.
- La sede de la aseguradora CESCE, en el n.o 74, edificio proyectado en 1975 por Eleuterio Población Knappe y construido entre 1976 y 1979.
- Casa-palacio de Federico Ortiz, en el n.o 93, proyectada en 1901 por Santiago Castellanos Urízar y construida de 1901 a 1903. Sede de la Fundación Universitaria Española.
- Edificio Beatriz, en el n.o 84, proyectado en 1968 por Eleuterio Población Knappe y construido entre 1968 y 1976.
- Embajada de Italia, en el n.o 98 desde 1940. El edificio fue proyectado en 1912 por el arquitecto Joaquín Rojí López-Calvo y construido de 1914 a 1917 como casa-palacio para los Marqueses de Amboage. Fue adquirido por el Gobierno italiano en 1939.
- Embajada de Rusia, en el n.o 155 desde 1991.
- Edificio IBERIA, en el n.o 130, sede original de la aerolínea española.
- La sede principal de la SEPI, en el n.o 132.

### Reconocimientos
En el cruce con el bulevar de Juan Bravo y como homenaje simbólico al pintor que da nombre a esta calle, el Ayuntamiento colocó sobre un pedestal una menuda escultura callejera con un Diego Velázquez de tamaño natural.